# Містшевиці
Містшевиці (пол. Mistrzewice) — село в Польщі, у гміні Млодзешин Сохачевського повіту Мазовецького воєводства.
Населення — 203 особи (2011).
У 1975-1998 роках село належало до Скерневицького воєводства.

## Демографія
Демографічна структура станом на 31 березня 2011 року:
|          | Загалом | Допрацездатний вік | Працездатний вік | Постпрацездатний вік |
| -------- | ------- | ------------------ | ---------------- | -------------------- |
| Чоловіки | 98      | 21                 | 63               | 14                   |
| Жінки    | 105     | 21                 | 63               | 21                   |
| Разом    | 203     | 42                 | 126              | 35                   |